# در خون (فیلم ۲۰۱۴)
در خون (به انگلیسی:In the Blood) یک فیلم اکشن آمریکایی محصول سال ۲۰۱۴ به کارگردانی جان استوکول است.

## داستان فیلم
فیلم در خون داستان یک زن ۲۶ ساله بنام آوا را روایت می‌کند که در مراسم ماه عسلش در کارائیب نامزدش ربوده می‌شود، آوا پس از این اتفاق همه جوره به دنبال شوهرش می‌گردد، حتی از راهای غیرقانونی.

## بازیگران
- جینا کارانو در نقش آوا، زن ۲۶ ساله ای که سعی دارد شوهرش را پیدا کند.
- پالوما المپیا لووت، بازیگر نقش آوا در ۱۴ سالگی (در فلاش بک‌های فیلم).
- کم جیجاندت در نقش درک گرانت، شوهر آوا که در مراسم ماه عسل دزدیده می‌شود.
- اسماعیل کروز کوردوا در نقش منی، مرد محلی جوان که دوست آوا و درک است.
- لوئیس گازمن در نقش رئیس رومن گارزا، افسر مسئول تحقیق در مورد پرونده ناپدید شدن درک.
- تریت ویلیامز در نقش رابرت گرانت، پدر درک، که از او ناراضی است.
- آمائوری نولاسکو در نقش سیلویو لوگو، یک شخصیت جغرافیایی محلی است.
- استیون لانگ در نقش کیسی، پدر آوا.
- دنی ترخو در نقش بگ بیز، یک شخصیت محلی است.

## تولید
این فیلم در ۲۵ نوامبر تا ۲۶ دسامبر ۲۰۱۲ در پورتوریکو فیلمبرداری شد. گرچه بازیگر نقش آوای ۲۶ ساله، جینا کارانو در واقع ۳۰ سال داشت.